# 高异柠檬酸
高异柠檬酸（英語：Homoisocitric acid，或homoisocitrate）是高柠檬酸的一种同分异构体，其羟基位于2号位而不是3号位。高异柠檬酸是赖氨酸生物合成的α-氨基己二酸途径的中间产物，是高乌头酸水合酶的产物，再由高异柠檬酸脱氢酶催化为α-酮己二酸。